# Comuna Luka-Meleșkivska
Luka-Meleșkivska (în ucraineană Лука-Мелешківська) este o comună în raionul Vinnîțea, regiunea Vinnița, Ucraina, formată din satele Prîbuzke, Tiutkî și Luka-Meleșkivska (reședința).

## Demografie
Componența lingvistică a satului Luka-Meleșkivska
     Ucraineană (98,45%)
     Rusă (1,4%)
     Alte limbi (0,11%)
Conform recensământului din 2001, majoritatea populației satului Luka-Meleșkivska era vorbitoare de ucraineană (98,45%), existând în minoritate și vorbitori de rusă (1,4%).